# Вара (река)
Вара — река в России, протекает по Муезерскому району Карелии. Устье реки находится в 4 км от устья реки Термант по правому берегу. Длина реки составляет 11 км.

## Данные водного реестра
По данным государственного водного реестра России относится к Балтийскому бассейновому округу, водохозяйственный участок реки — Реки Карелии бассейна Балтийского моря на границе РФ с Финляндией, включая оз. Лексозеро. Относится к речному бассейну реки Реки Карелии бассейна Балтийского моря.
Код объекта в государственном водном реестре — 01050000112102000010235:

## Фотографии

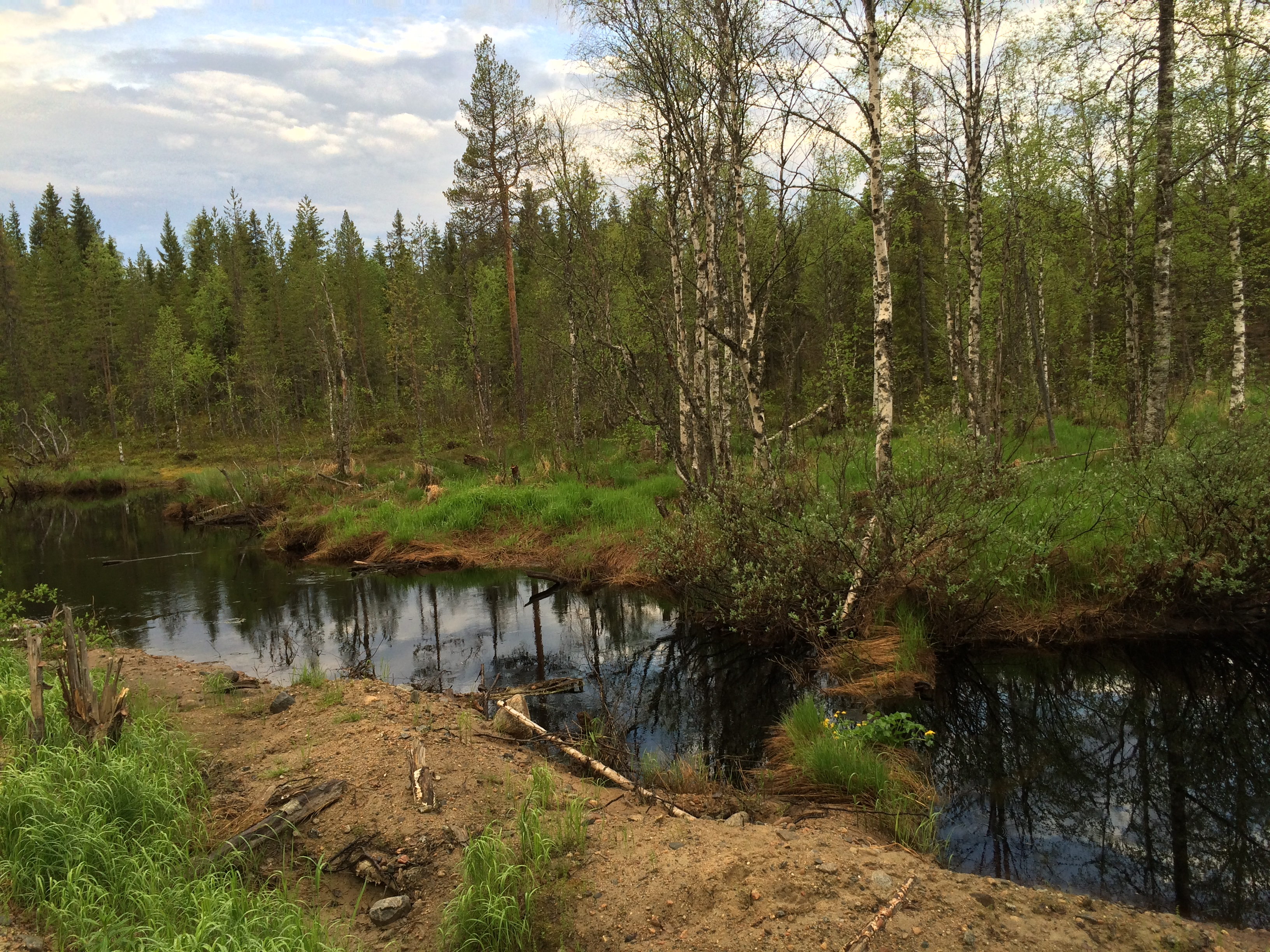
Вид по течению
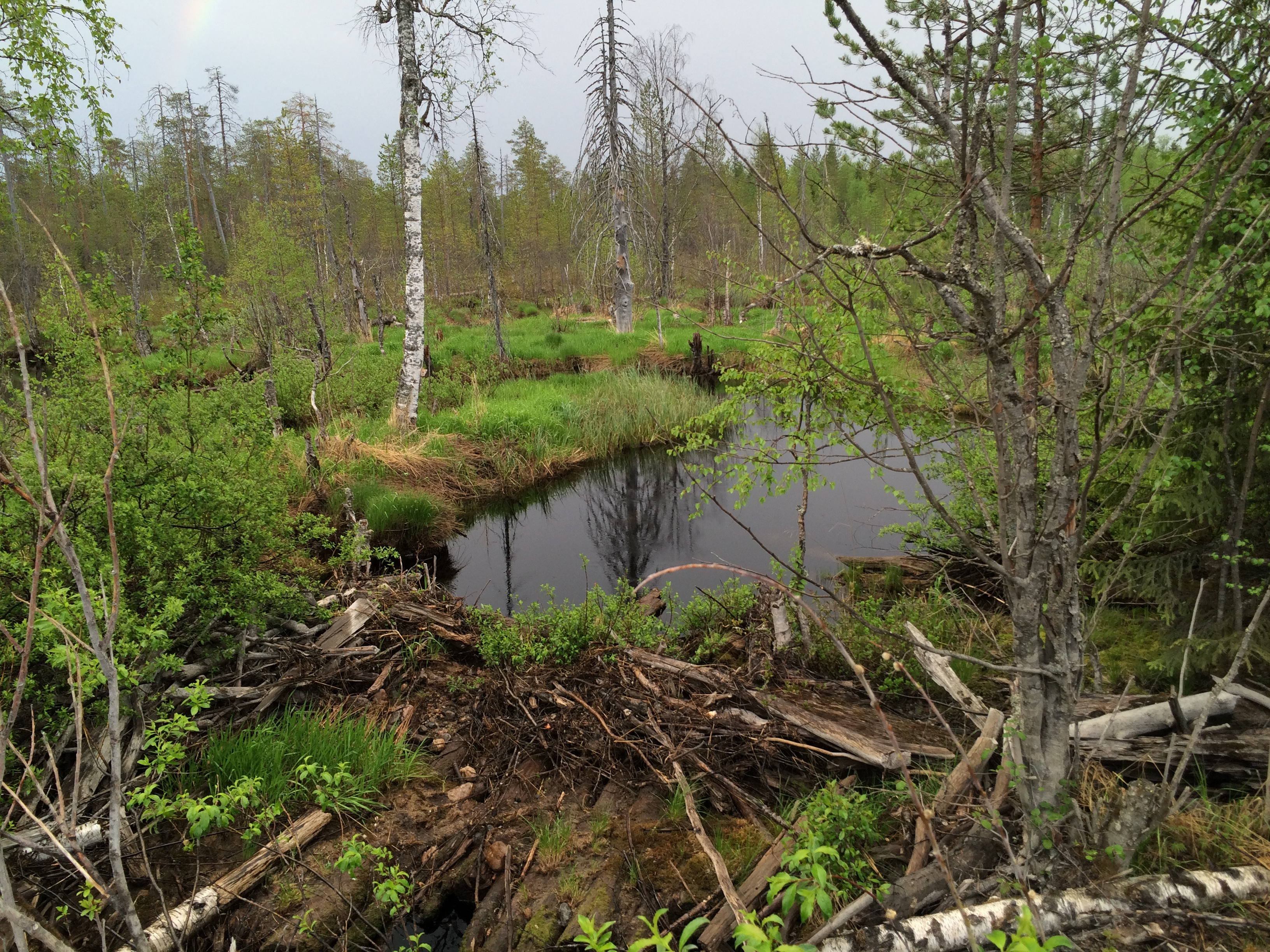
Завал на реке